# Medaglia Hughes
La medaglia Hughes è un premio istituito nel 1902 dalla Royal Society in onore di David Edward Hughes, uno scienziato fra i primi a contendersi la paternità dell'invenzione del microfono.
È una medaglia in argento dorato e viene conferita annualmente agli scienziati che si sono distinti con importanti scoperte nel settore delle scienze fisiche, in particolare con ricerche innovative sul magnetismo o sull'elettricità e loro applicazioni.

## Elenco dei premiati
- 1902 Joseph John Thomson
- 1903 William Hittorf
- 1904 Joseph Swan
- 1905 Augusto Righi
- 1906 Hertha Ayrton
- 1907 Ernest Howard Griffiths
- 1908 Eugen Goldstein
- 1909 Richard Glazebrook
- 1910 John Ambrose Fleming
- 1911 Charles Thomson Rees Wilson
- 1912 William Duddell
- 1913 Alexander Graham Bell
- 1914 John Sealy Townsend
- 1915 Paul Langevin
- 1916 Elihu Thomson
- 1917 Charles Glover Barkla
- 1918 Irving Langmuir
- 1919 Charles Chree
- 1920 Owen Willans Richardson
- 1921 Niels Bohr
- 1922 Francis William Aston
- 1923 Robert Andrews Millikan
- 1924 nessun premiato
- 1925 Frank Edward Smith
- 1926 Henry Jackson
- 1927 William David Coolidge
- 1928 Maurice de Broglie
- 1929 Hans Wilhelm Geiger
- 1930 Chandrasekhara Venkata Raman
- 1931 William Lawrence Bragg
- 1932 James Chadwick
- 1933 Edward Victor Appleton
- 1934 Karl Manne Georg Siegbahn
- 1935 Clinton Joseph Davisson
- 1936 Walter Schottky
- 1937 Ernest Orlando Lawrence
- 1938 John Cockcroft e Ernest Walton
- 1939 George Paget Thomson
- 1940 Arthur Compton
- 1941 Nevill Mott
- 1942 Enrico Fermi
- 1943 Marcus Oliphant
- 1944 George Finch
- 1945 Basil Schonland
- 1946 John Randall
- 1947 Frédéric Joliot-Curie
- 1948 Robert Watson-Watt
- 1949 Cecil Powell
- 1950 Max Born
- 1951 Hendrik Anthony Kramers
- 1952 Philip Dee
- 1953 Edward Bullard
- 1954 Martin Ryle
- 1955 Harrie Massey
- 1956 Frederick Lindemann
- 1957 Joseph Proudman
- 1958 Edward da Costa Andrade
- 1959 Alfred Pippard
- 1960 Joseph Pawsey
- 1961 Alan Cottrell
- 1962 Brebis Bleaney
- 1963 Frederic Williams
- 1964 Abdus Salam
- 1965 Denys Wilkinson
- 1966 Nicholas Kemmer
- 1967 Kurt Mendelssohn
- 1968 Freeman Dyson
- 1969 Nicholas Kurti
- 1970 David Bates
- 1971 Robert Hanbury Brown
- 1972 Brian David Josephson
- 1973 Peter Hirsch
- 1974 Peter Fowler
- 1975 Richard Dalitz
- 1976 Stephen Hawking
- 1977 Antony Hewish
- 1978 William Cochran
- 1979 Robert Williams
- 1980 Francis Farley
- 1981 Peter Higgs e Thomas Kibble
- 1982 Drummond Matthews e Frederick Vine
- 1983 John Clive Ward
- 1984 Roy Kerr
- 1985 Tony Skyrme
- 1986 Michael Woolfson
- 1987 Michael Pepper
- 1988 A. Howie e M.J. Whelan
- 1989 John Stewart Bell
- 1990 Thomas George Cowling
- 1991 Philip Moon
- 1992 Michael Seaton
- 1993 George Isaak
- 1994 Robert Chambers
- 1995 David Shoenberg
- 1996 Amyand Buckingham
- 1997 Andrew Lang
- 1998 Raymond Hide
- 1999 Alexander Boksenberg
- 2000 Chintamani Rao
- 2001 John Pethica
- 2002 Alexander Dalgarno
- 2003 Peter Edwards
- 2004 John Clarke
- 2005 Keith Moffatt
- 2006 Michael Kelly
- 2007 Artur Ekert
- 2008 Michele Dougherty
- 2010 Andrej Konstantinovič Gejm
- 2011 Matthew Rosseinsky
- 2013 Henning Sirringhaus
- 2015 George Efstathiou
- 2017 Peter Bruce
- 2018 James Durrant
- 2019 Andrew Ian Cooper
- 2020 Clare Grey